# Hypena herpa
Hypena herpa är en fjärilsart som beskrevs av Swinhoe 1901. Hypena herpa ingår i släktet Hypena och familjen nattflyn. Inga underarter finns listade i Catalogue of Life.